# Relaciones de Manley-Rowe
Las relaciones Manley-Rowe son expresiones matemáticass desarrolladas originalmente para la ingeniería eléctrica con el fin de predecir la cantidad de energía en una onda que tiene múltiples frecuencias.
Los documentos originales, escritos por dos investigadores en los Laboratorios Bell, J. M. Manley y H. E. Rowe entre 1956 y 1960 fueron confeccionados para un circuito que contenía un sistema no lineal formado por un condensador y una bobina. Uno o más osciladores, que producen frecuencias específicas, están conectados a la entrada de este circuito. Las relaciones de Manley-Rowe predicen la energía presente en las ondas a varias frecuencias, incluidas las nuevas frecuencias (como armónico y sideband) que surgen en el circuito debido al sistema no lineal. La teoría se basa en parte en el principio de conservación de la energía. Requiere que almacenamiento de energía en el circuito sea un proceso estacionario que varía con el tiempo solo debido a las oscilaciones y no debido a algún aumento o disminución constante con el tiempo.
Debido a que las relaciones de Manley-Rowe se basan en conceptos generales como ondas no lineales y conservación de la energía, su uso no se limita a la aplicación original en ingeniería de radiofrecuencia. También han encontrado uso en otros campos científicos, como por ejemplo la óptica no lineal.
En el circuito eléctrico para la deducción original de las relaciones de Manley-Rowe, los condensadores e inductores almacenan energía de una onda y luego la liberan. Otros sistemas físicos que implican el almacenamiento de energía en forma de ondas, y la generación no lineal de nuevas ondas, pueden hacer uso de las mismas relaciones.
John Manley y Harrison Rowe fueron discípulos de Ralph Hartley en los Laboratorios Bell (aunque esta información no está relacionada con las relaciones Manley-Rowe). El trabajo con reactancias no lineales (inductores y condensadores) fue iniciado en 1917 por John Burton y Eugene Peterson. Cuando Hartley se unió a los Laboratorios Bell después de trabajar en la Western Electric, comenzó un grupo de investigación sobre oscilaciones no lineales. A este grupo se unieron luego Peterson, Manley y Rowe.